# Norsholm (naturreservat)
Norsholm är ett naturreservat i Norrköpings kommun i Östergötlands län.
Området är naturskyddat sedan 1999 och är 71 hektar stort. Reservatet omfattar våtmarker och strandområden på båda sidor om Motala ström vid Norsholm. Reservatet består av några mindre holmar med mycket gamla ihåliga ekar i våtmarkerna. Mer inåt land finns betade hagmarker med ädla lövträd samt även lövskog och en del av parken vid Norsholms herrgård.